# پزشکی نوجوانی
پزشکی نوجوانان که به عنوان پزشکی نوجوانان و بزرگسالان جوان نیز شناخته می‌شود، یک رشته فوق تخصص پزشکی است که بر مراقبت از بیمارانی که در دوره رشد نوجوانی هستند، تمرکز دارد. این دوره از بلوغ شروع می‌شود و تا زمانی که رشد متوقف شود و اصطلاحاً بزرگسالی آغاز می‌شود، ادامه می‌یابد. به‌طور معمول، بیماران در این محدوده سنی در سال‌های آخر دبیرستان تا فارغ‌التحصیلی از دانشگاه خواهند بود. در کشورهای توسعه‌یافته، آغاز و پایان دوره روانی-اجتماعی نوجوانی گسترده‌تر است، چراکه از یک طرف بلوغ زودتر آغاز می‌شود و از طرفی دیگر بیماران پیش از رسیدن به استقلال اقتصادی از والدین خود، به سال‌های آموزش بیشتری نیاز دارند.
پزشکی اغلب به‌طور ساده به عنوان پزشکی کودکان و بزرگسالان دسته‌بندی می‌شود، و خود پزشکی کودکان دوره نوزادی تا دوران کودکی و نوجوانی راه در بر می‌گیرد. با این حال، این دسته‌بندی در برخی زمینه‌ها بیشتر تقسیم می‌شود، به طوری که پزشکی نوجوانان می‌تواند تمرکز ویژه‌تری در اطفال باشد و پزشکی سالمندی می‌تواند تمرکز ویژه‌تری در پزشکی بزرگسالان باشد.
مسائلی که در دوران نوجوانی شیوع بالایی دارند اغلب توسط مراقبلان سلامت مورد توجه قرار می‌گیرند. این شامل:
- بیماری‌های آمیزشی (کار با متخصصان غدد کودکان، زنان و زایمان نوجوانان، عفونی، ایمونولوژی، اورولوژی و پزشکی باروری)
- بارداری ناخواسته (کار با متخصصان زنان و زایمان نوجوانان، نوزادان و مادر و جنین)
- پیشگیری از بارداری (دسترسی به روش‌های پیشگیری از بارداری با نسخه یا بدون نسخه)
- فعالیت جنسی (مانند خودارضایی، آمیزش جنسی و سوءاستفاده جنسی)
- سوءمصرف مواد
- اختلالات قاعدگی (مانند آمنوره، دیسمنوره و خونریزی غیرطبیعی رحم)
- آکنه (کار با متخصصان پوست که نوجوانان را درمان می‌کنند)
- اختلالات خوردن مانند بی‌اشتهایی عصبی و پرخوری عصبی (کار با متخصصان تغذیه و رژیم‌درمانان، متخصصان مشاوره سلامت روان کودکان، روانشناسان بالینی و روانپزشکان کودکان که با نوجوانان کار می‌کنند)
- برخی بیماری‌های روانی (به ویژه اختلالات شخصیت، اختلالات اضطرابی، افسردگی و خودکشی، اختلال دوقطبی، و انواع خاصی از اسکیزوفرنی؛ در هماهنگی با مشاوران سلامت روان، روانشناسان بالینی، و روانپزشکان متخصص در مراقبت از سلامت نوجوانان)
- بلوغ دیررس یا زودرس (اغلب کار با متخصصان غدد کودکان، اورولوژی و آندرولوژی کودکان)